# ستيفن كوستيلو
ستيفن كوستيلو (بالإنجليزية: Stephen Costello)‏ هو مغني ومغني أوبرا أمريكي، ولد في 1982.

## وصلات خارجية
- ستيفن كوستيلو على موقع IMDb (الإنجليزية)
- ستيفن كوستيلو على موقع ميوزك برينز (الإنجليزية)
- ستيفن كوستيلو على موقع قاعدة بيانات الفيلم (الإنجليزية)